# 齊殿選 (1899年)
齊殿選（1891年—1939年5月），字聖夫。山西定襄龍門村，曾任廣靈縣抗日民主政府縣長。

## 生平
早年就讀省立太原第一師範學校，在校期間曾參與五四運動。畢業後至文水、渾源任教育科科長，後在忻縣、河曲等地擔任區長。1938年中共政權晉察冀邊區任命齊為廣靈縣抗日民主政府縣長。1939年5月被日軍俘虜，日軍俘齊之後對他使用酷刑，幾天之後殉國。2015年8月24日，被列入中華人民共和國民政部公布的第二批600名著名抗日英烈和英雄群體名錄。